# 小山紗季
小山 紗季（こやま さき、1991年1月26日 -）は、元新潟県民エフエム放送（FM PORT）のラジオパーソナリティで、現在は美容師、フリーアナウンサー。新潟県三条市出身。血液型はA型。

## 概要
三条市にある金属製品メーカー「マルダイ」の製品「すのこタン。」の擬人化キャラクターのお姉さん役として初代の公式コスプレイヤーを務めたことから、あるみお姉さんという愛称で呼ばれている。

## 出演番組
- 『中越グループ サブカルチャーはじめました』（FM PORT、2020年4月 - 6月）ナビゲーター ※FM PORTの閉局発表後に開始した局最後の新番組
- 『小山紗季のいっきまぁ〜す』（FM PORT、2014年4月 - 2018年6月）
- 『学!! Late Night!』（FM PORT）
- 『エビ1』（FM PORT、2012年4月 - 2014年3月）
- 『We NIE'S you ～新潟活性化情報番組～』（FM PORT、2014年4月 - 2017年12月）